# Приходько Дмитро Вікторович
Дмитро́ Ві́кторович Прихо́дько (1990—2014) — рядовий Збройних сил України, учасник російсько-української війни.

## З життєпису
Народився 1990 року в місті Лозова (Харківська область). Закінчив Широчанську ЗОШ в Близнюківському районі. Вступив до Придніпровського енергобудівельного коледжу. 2010-го був призваний до 25-ї окремої бригади ПДВ, де проходив строкову військову службу на посаді розвідника–далекомірника; залишився служити за контрактом. У квітні 2011 року зробив свій перший стрибок з парашутом.
У часі війни — розвідник-далекомірник, 25-та окрема повітряно-десантна бригада. В середині липня 2014 року його частина знову увійшла в зону боїв і знаходилась в місті Дебальцеве. Вони перенесли оточення з обстрілом під Шахтарськом, здійснили вихід із оточення. Дмитро зазнав контузію, але залишався в строю.
17 серпня 2014-го загинув під час обстрілу терористами з БМ-21 «Град» в ході пошуково-ударних дій: під селищем Комунар влучним вогнем гармашів батареї Д-30 був повністю знищений штаб терористів, у відповідь почався обстріл українських військових із «Градів». Під час обстрілу розвідник-далекомірник рядовий Дмитро Приходько врятував старшого офіцера батареї капітана Романа Марчукова, сам же загинув. Тоді ж полягли капітани Ричков Вадим Володимирович і Шевчук Сергій Мирославович; лейтенант Коза Денис Євгенович; лейтенант Гаврюшин Денис Юрійович; старші сержанти Ятченко Сергій Олександрович, Король Віталій Сергійович; молодші сержанти Маковей Сергій Олександрович і Федчук Сергій Володимирович; старший солдат Вакулич Володимир Володимирович та солдат Єманов Олексій Петрович.
Похований в місті Дніпро, кладовище «Чаплі».
Вдома залишилися батьки і дружина. 8 квітня 2015 року народився син Приходько Богдан Дмитрович.

## Нагороди та вшанування
- 14 листопада 2014 року за особисту мужність і героїзм, виявлені у захисті державного суверенітету та територіальної цілісності України, вірність військовій присязі під час російсько-української війни, відзначений — нагороджений орденом «За мужність» III ступеня (посмертно).
- Його портрет розміщений на меморіалі «Стіна пам'яті полеглих за Україну» у Києві: секція 2, ряд 10, місце 35.
- Вшановується 17 серпня на щоденному ранковому церемоніалі вшанування українських захисників, які загинули цього дня у різні роки внаслідок російської збройної агресії[1]